# 河童 (1994年の映画)
『河童』（かっぱ）は、1994年12月10日に公開された日本の特撮映画。製作はカッパドキア。配給は日本ヘラルド映画。カラー、ワイド。

## 概要
音楽グループ米米CLUBのボーカル石井竜也の映画監督デビュー作。製作費8億円。石井自ら絵コンテを執筆し、CGによる河童のデザインも行っている。石井竜也の祖父と石井竜也の父親の幼少期の話と茨城県の河童伝説が元で、ロケ地も石井の故郷である北茨城市を中心としている。大半の撮影は東宝スタジオにプールを作って撮影した。

## スタッフ
- 脚本：末谷真澄
- 演出補佐：国重和人
- 音楽：金子隆博  （第18回日本アカデミー賞 優秀音楽賞）
- レコーディスト：中野明
- 撮影：長谷川元吉
- 美術：部谷京子
- 録音：中村淳
- 照明：森谷清彦
- 編集：冨田功
- チーフ助監督：土岐義将
- SFXスーパーバイザー：秋山貴彦
- SFXプロデューサー：杉村克之
- 特殊造形：ビルドアップ
- 企画協力：LIVE UFO
- プロデューサー：河井真也
- クリーチャーデザイン、監督：石井竜也

## キャスト
- 鈴森勇吉：陣内孝則
- 鈴森雄太（少年期）：舟越圭佑
- 鈴森雄太（壮年期）：藤竜也
- 戸田勇：原田龍二
- 村長：坂上二郎
- 鈴森喜助：今福将雄
- 茂作：苅谷俊介
- 節子：木ノ葉のこ
- 善二：荒木定虎
- 国定忠治：浜村純
- 老婆：原ひさ子
- 農家の男：車だん吉

## 主題歌
- 米米CLUB「手紙」